# 午後の喇叭
『午後の喇叭』（ごごのらっぱ、Bugles in the Afternoon）は1952年のアメリカ合衆国の西部劇映画。出演はレイ・ミランド、ヘレナ・カーター、ヒュー・マーロウ、フォレスト・タッカーなど。
アーネスト・ヘイコックスの小説が原作。、リトルビッグホーンの戦いを背景に、騎兵隊員の活躍を描いている。

## キャスト
| 役名                     | 俳優                 | 日本語吹替 | 日本語吹替 |
| 役名                     | 俳優                 | テレビ版1  | テレビ版2  |
| ------------------------ | -------------------- | ---------- | ---------- |
| カーン・シャフター       | レイ・ミランド       | 城達也     | 羽佐間道夫 |
| ジョセフィーン・ラッセル | ヘレナ・カーター     | 中西妙子   | 武藤礼子   |
| エドワード・ガーネット   | ヒュー・マーロウ     | 真木恭介   | 家弓家正   |
| ドノヴァン               | フォレスト・タッカー | 杉田俊也   | 村越伊知郎 |
| マイルズ・モイラン       | バートン・マクレーン |            | 勝田久     |
| スミス                   | ジョージ・リーヴス   |            |            |
| ハインズ                 | ジェームズ・ミリカン |            | 青野武     |
| カスター将軍             | シェブ・ウーリー     |            |            |

テレビ版1吹替その他：新井和夫、矢田稔
- テレビ版1吹替放送日 - 1963年10月12日 TBS
- テレビ版2吹替放送日 - 1973年11月1日 東京12チャンネル『木曜洋画劇場』

## スタッフ
- 監督：ロイ・ローランド
- 製作：ウィリアム・キャグニー
- 脚本：ジェフリー・ホームズ、ハリー・ブラウン
- 撮影：ウィルフリッド・M・クライン
- 編集：トーマス・ライリー
- 音楽：ディミトリ・ティオムキン
- 原作：アーネスト・ヘイコックス